# Nazhin Juraev
Nazhin Juraev, tadż. Нажин Джураев (ur. 19 sierpnia 1970 w Kulab, Tadżycka SRR) – tadżycki piłkarz, grający na pozycji prawego obrońcy.
Swoją piłkarską karierę rozpoczął w klubie Rawszan Kulab, z którego przeniósł się w 1993 roku do SKA-Pamir Duszanbe.
Rozegrał 2 spotkania w reprezentacji Tadżykistanu. W sezonie 2000/01 powrócił do rodzimego klubu Rawszan Kulab i tam zakończył karierę.